# 김경윤
김경윤(Kyung-Yun Kim, 1951년 2월 18일 - )은 대한민국의 목회자이자 교육가이다. 필리핀선교사와 개혁총회 교육국장, 광신대학교 겸임교수,  창조교회 담임 목사, 그리고 목포성시화운동본부 본부장등을 역임했다. 2021년부터 현재까지 광신대학교 총장이다.

## 학력
- 조선대기계공학과
- 개혁신학연구원(M.Div)
- 아세아연합신학대학교 선교대학원(Th.M)
- 광신대학교일반대학원(D.Min.)

## 경력
- 아세아연합신학대학교 선교대학원 북한연구회장
- 필리핀선교사
- 개혁총회 교육국장
- 전라남도 발전 정책 자문위원
- 총신대학교 운영이사
- 총회 GMS이사
- 목포제일노회장
- 광신대학교 겸임교수
- 바이블동서남북한국고문
- 쉐마 교육학회 상임이사
- 아세아연합신학대학교 법인이사
- 창조교회 담임 목사
- 목포성시화운동본부 본부장

## 저서
- 「송이꿀 교회 부흥설교」(예루살렘),
- 「전도(내게 부탁한 아름다운 것)」(예루살렘),
- 「스토리가 있는 세대통합 경건훈련」(이새의 나무)

## 논문
- A New Church Networking for New Generation: A Case Study of the Changjo Presbyterian Church in South Korea, 저널명: International Journal of Future Generation Communication and Networking, 게재연도: 2020년
- THE PUBLIC ROLES OF EARLY KOREAN PROTESTANT CHRISTIANITY AND FUTURE PROSPECTS, 저널명: European Journal of Science & Theology

게재연도: March 13, 2023
- <수령 교화된 북한과 평신도 전문인 선교>
- <세대통합예배> 등

## 같이 보기
- 광신대학교
- 한국의 신학자 목록
- 기독교 신학자
- 개혁신학자